# Gerald Templer
Gerald Walter Robert Templer var en brittisk arméofficer (fältmarskalk), född den 11 september 1898, död den 25 oktober 1979. Han är antagligen mest känd för att ha besegrat den kommunistiska gerillan som slogs i Malaysia.

## Tidigt liv
Templer föddes i Colchester och gick på Wellington College. Han blev 1916 soldat i sin fars regemente Royal Irish Fusiliers Regiment och han slogs i första världskriget.

## Andra världskriget
När andra världskriget bröt ut var Templer överstelöjtnant i den Brittiska expeditionsstyrkan i Frankrike.
1942 blev Templer generalmajor och han blev generallöjtnant 1943. Han deltog även i striderna i Nordafrika och i Italien.
Han ledde också 6th Armoured Division innan han blev allvarligt skadad av en landmina år 1944. Han tillbringade resten av kriget vid 21st Army Groups underrättelsetjänst och som chef för Special Operations Executives operationer i Tyskland.
Han var senare chef för den brittiska militärregeringen i Tyskland under ockupationstiden. Vid den tjänsten rönte han mest uppmärksamhet när han avskedade borgmästaren i Köln (Konrad Adenauer) för "lathet och ineffektivitet".

## Högkommissionär i Västmalaysia
1952 utsågs Templer till ny Högkommissionär i Västmalaysia av den brittiske premiärministern Winston Churchill. Hans viktigaste uppdrag var att få bukt med den kommunistiska gerillan som stred i Västmalaysia och som hade lönnmördat Templers företrädare Henry Guerney.
Templer yttrade sig i ett berömt uttalande: "The answer [to the uprising] lies not in pouring more troops into the jungle, but in the hearts and minds of the people."
För att vända folket mot gerillan så beviljades bland annat 2,6 miljoner flyktingar medborgarskap i Malaysia och man utfärdade belöningar till gerillasoldater som överlämnade sig och för de som uppmanade rebellerna att överlämna sig.
Templer lämnade Västmalaysia 1954 och även om gerillan fortfarande var en organiserad styrka så hade situationen i landet förbättrats avsevärt.
Templer förnekade att situationen hade förbättrats och han sade: "Jag kommer att skjuta det fanskapet som säger att nödläget är över". Regeringen i Malaysia utfärdade dock att nödläget var över år 1960.

## Chef för Imperiets Generalstab
Templer utsågs till Chef för Imperiets generalstab år 1955 och han befordrades till fältmarskalk. Han avgick 1958.